# 1736 au théâtre
| Années du théâtre : 1733 - 1734 - 1735 - 1736 - 1737 - 1738 - 1739    |
| Décennies du théâtre : 1700 - 1710 - 1720 - 1730 - 1740 - 1750 - 1760 |

## Pièces de théâtre publiées
- La Mort de César, tragédie en trois actes, écrite par Voltaire en 1731.

## Pièces de théâtre représentées
- 27 janvier : Alzire ou les Américains, pièce de Voltaire, Paris, Comédie-Française.
- 11 juin : Le Legs, comédie de Marivaux, Paris,Comédie-Française.
- 10 octobre : L'Enfant prodigue de Voltaire, Paris, Comédie-Française.

## Naissances
- 21 décembre : Nicolas Thomas Barthe, poète et auteur dramatique français, mort le 17 juin 1785
- vers 1736 : 
  - Robert Jephson, dramaturge et homme politique irlandais, mort le  30 mai 1803.

## Décès
- 2 avril : Jacob Tonson, libraire et un éditeur anglais de théâtre, détenteur des droits d'auteur sur les pièces de théâtre de William Shakespeare après avoir acheté les droits des héritiers de l'éditeur du Fourth Folio, né le 12 novembre 1655.